# Beogradski loptački podsavez
La Beogradski loptački podsavez, comunemente conosciuta con l'acronimo BLP, (in cirillico Београдски лоптачки подсавез - БЛП), fu la sottofederazione calcistica di Belgrado, una delle prime 4 sottofederazioni (alla fine saranno 15) in cui era diviso il sistema calcistico del Regno di Jugoslavia..

Inizialmente, nel marzo 1920 appunto, sotto la sua giurisdizione ricadevano i club della Voivodina, della Serbia Centrale, della Vecchia Serbia (il Cossovo) e della Serbia Meridionale (la Macedonia).

L'aumento del numero dei club affiliati portò al distacco ed alla formazione di nuove sottofederazioni, quindi nel 1932, dopo l'"indipendenza" di quelle di Kragujevac, Niš, Novi Sad, Petrovgrad e Skopje, sotto la BLP ricadevano solo l'area metropolitana di Belgrado, più i distretti di Kolubara, di Braničevo e di Podunavlje.
I tornei della BLP consistevano in leghe interconnesse in un sistema gerarchico attraverso promozioni e retrocessioni fra i differenti livelli.
La massima divisione era la Prvi razred (in italiano prima classe) e la vincitrice aveva il diretto accesso al Državno prvenstvo, il campionato nazionale, mentre la seconda classificata doveva disputare uno spareggio. La seconda e la terza divisione erano divise in gironi su base geografica.

## Storia
Prima della creazione della BLP, i club della Serbia competevano solo in amichevoli o partite di esibizione, solo saltuariamente venivano organizzati tornei nei centri cittadini, con una gestione dilettantistica. Con la formazione della BLP, si aggregarono molti club con appassionati che volevano competere in una organizzazione più sviluppata e professionale. Questo contribuì notevolmente a rendere popolare il gioco del calcio e ad aumentare la qualità dei calciatori e delle squadre coinvolte, così da diminuire il gap esistente con le altre nazioni. In un periodo relativamente breve, si passò da un'attività marginale per studenti, a diventare lo sport più popolare del paese. La stampa passò da un totale disinteresse ad una copertura totale e, cosa più importante, coinvolse non solo le classi più basse, ma anche le più alte, fino alla alta società di Belgrado, pure alla famiglia reale che capitava assistesse alle partite più importanti.
Tuttavia all'inizio sono stati i singoli con le proprie iniziative e buona volontà a contribuire maggiormente allo sviluppo dei club e della competizione. Il primo presidente della BLP fu Dragutin Kostić, e nel 1921 fu sostituito da Žika Simonović. In quell'anno la sottofederazione contava solo 66 club: 19 da Belgrado città, 9 dal Banato, 3 da Brčko, 4 da Bijeljina, 4 da Leskovac, 3 da Vranje, 2 da Skopje, 3 da Zemun, 1 da Šabac, 2 da Sremska Mitrovica, 2 da Užice, 1 da Požega, 1 da Jagodina, 2 da Čačak, 1 da Ruma, 1 da Negotin, 1 da Kruševac e 1 da Veles. Nella terza assemblea generale tenutasi quell'anno, si decise che Politika sarebbe stato il portavoce della BLP. Nella conferenza del 15 gennaio fu rimarcata la decisione di rafforzare le relazioni con i club delle province periferiche ed il territorio fu diviso in Župe (it. "parrocchie"), che all'incirca corrispondevano ai distretti del regno.
Nell'assemblea generale tenutasi il 2 luglio 1922, una nuova amministrazione venne eletta con Danilo Stojanović, noto come Čika Dača ("zio Dacha"), come presidente. Essendo uno dei pionieri del calcio in Serbia e fondatore in un gran numero di club, era molto apprezzato per la sua posizione. Tuttavia, nella quarta assemblea generale tenutasi il 31 dicembre 1922, venne eletta l'amministrazione guidata da Janko Šafarik con lui che divenne il nuovo presidente. La sottofederazione stava rapidamente crescendo e nel 1923 contava due leghe principali, la prima e la seconda classe ("1. razred BLP" e la "2. razred BLP"), e le leghe delle 12 Župe (distretti): Belgrado-circondario, Banato (queste due con due livelli ciascuna), Novi Sad, Posavina, Bosnia, Kolubara, Jelica, Morava e Skopje.
Nell'assemblea generale del 17 agosto 1925 venne eletto presidente Mata Miodragović. Venne dichiarato unilateralmente il sostegno allo spostamento della sede della federazione calcistica della Jugoslavia da Zagabria a Belgrado. Nel 1926 venne eletto Zarija Marković, sostituito da Svetislav Živković nel 1929. Milan Bogdanović fu rieletto nel 1931 ed un anno più tardi Dimitrije Bojić prese il posto. Nel 1933 Milan Bogdanović tornò ad essere il presidente, sostituito da Bojić una volta ancora. Questo periodo è stato caratterizzato dalla leadership di persone ben informate sui bisogni e sui problemi dell'organizzazione, quindi non era raro vedere presidenti rieletti o tornare alla posizione di leadership, come è successo con Svetislav Živković che è stato presidente tra il 1929 e il 1931 e fu eletto di nuovo nel 1936. Jovan Spasojević, medico di professione, prese il controllo nel luglio 1937 e fu rieletto due volte, nel 1938 e nel 1940.

## Nascita di nuove sottofederazioni
Con lo sviluppo e l'espansione del movimento calcistico, la proliferazione nelle aree provinciali, l'aumento di tornei e del numero di nuovi club, alcune župe si staccarono dalla BLP e si resero indipendenti.
- La Skopski loptački podsavez (sottofederazione di Skopje) nacque il 18 dicembre 1926 e comprendeva il territorio conosciuto come "Vecchia Serbia" e "Serbia meridionale", ovvero i club provenienti dai distretti di Skopje, Bregalnica, Bitola, Cossovo e Vranje.
- La Novosadski loptački podsavez (sottofederazione di Novi Sad) nacque il 13 aprile 1930 e comprendeva i club provenienti dai distretti di Novi Sad, Sremska Mitrovica, Ruma e Šabac.
- La Velikobečkerečki loptački podsavez (sottofederazione di Veliki Bečkerek) nacque l'11 maggio 1930 e comprendeva i club provenienti dal distretto del Banato, ovvero le cittadine di Veliki Bečkerek (rinominata Petrovgrad nel 1935, dal 1946 conosciuta come Zrenjanin), Vršac, Kikinda, Novi Bečej e Pančevo.
- La Niški loptački podsavez (sottofederazione di Niš) nacque l'8 marzo 1931 e comprendeva i club provenienti dal distretto della Serbia Moravica, ovvero le cittadine di Niš, Kruševac, Zaječar, Negotin, Bor, Knjaževac e Leskovac (che fino ad allora era parte della sottofederazione di Skopje).
- La Kragujevački loptački podsavez (sottofederazione di Kragujevac) nacque il 20 dicembre 1931 e comprendeva i club provenienti dal distretto della Šumadija, ovvero le cittadine di Kragujevac, Kraljevo e Jagodina, poi, nel 1933, vennero aggiunte Čačak e Užice (che fino ad allora era parte della sottofederazione di Sarajevo).

## Albo d'oro
La prima edizione del campionato si tenne nel 1920 e le prime due edizioni erano colloquialmente conosciute come il "campionato serbo". Fino al 1927 i vincitori erano automaticamente qualificati al Državno prvenstvo (it. campionato nazionale); da quell'anno le seconde classificate delle sottofederazioni di Belgrado e di Zagabria potevano qualificarsi alla lega nazionale attraverso degli spareggi. Durante gli anni '30, il sistema calcistico jugoslavo subì vari cambiamenti, spesso a campionati in corso; le squadre migliori (quelle con più tradizione) venivano invitate dalla JNS direttamente al campionato nazionale od agli spareggi dove si confrontavano con le vincitrici delle sottofederazioni, ormai spogliate dei club più competitivi. Comunque, verso la fine degli anni '30, i club che si contendevano il titolo jugoslavo non partecipavano più ai campionati sottofederali.

Nel 1939 il sistema calcistico fu modificato ulteriormente: venne introdotta la Srpska liga, un livello intermedio fra la BLP ed il campionato nazionale.

Nel 1941, con l'invasione della Jugoslavia da parte delle potenze dell'Asse e la creazione dello stato fantoccio della Serbia sotto il controllo tedesco, la Srpska liga divenne la massima divisione durante la seconda guerra mondiale in Serbia. Questo torneo ebbe la sua ultima edizione nel 1944 ed era organizzato dalla BLP.
| Stagione | Vincitore          | Classifiche       | Classifiche |
| -------- | ------------------ | ----------------- | --- |
| 1920     | BSK                | 1. razred         | BSK 6, Jugoslavija 4, BUSK 2, Soko 0. Srpski mač ritirato                                                                                   |
| 1920     | BSK                | Finalissima       | Građanski S. Mitrovica–BSK 1–7 |
| 1920-21  | BSK                | 1. razred         | BSK 14, Jugoslavija 14, BUSK 7, Vardar 7, Konkordija 4, Soko 4                                                                              |
| 1921-22  | BSK                | 1. razred         | BSK 17, Vardar 15, Jugoslavija 14, Konkordija 9, Slavija 4, Soko 1. BUSK ritirato                                                           |
| 1921-22  | BSK                | Belgrado/Novi Sad | Jugoslavija 15, BSK Belgrado 13, Vardar Belgrado 11, NAK 8, Konkordija Belgrado 6, Slavija Belgrado 6, Vojvodina 6, Juda Makabi 5           |
| 1922-23  | Jugoslavija        | 1. razred         | Jugoslavija 11, Vardar 5, BSK 3, Konkordija 1                                                                                               |
| 1922-23  | Jugoslavija        | Belgrado/Novi Sad | Jugoslavija–Juda Makabi 9–0 |
| 1923-24  | Jugoslavija        | 1. razred         | Jugoslavija 8, BSK 4, Soko 0. |
| 1924-25  | Jugoslavija        | 1. razred         | Jugoslavija 15, BSK 12, Jedinstvo 6, Jadran 4, Soko 2                                                                                       |
| 1925-26  | Jugoslavija        | 1. razred         | Jugoslavija 17, BSK 17, Jedinstvo 11, Soko 9, Šumadija 5, Jadran 1                                                                          |
| 1926-27  | BSK                | 1. razred         | BSK 20, Jugoslavija 11, Soko 11, Jedinstvo 11, Slavija 5, Šumadija 2                                                                        |
| 1927-28  | Jugoslavija        | 1. razred         | Jugoslavija 18, BSK 18, Jedinstvo 10, Soko 9, BUSK 4, Slavija 1                                                                             |
| 1928-29  | BSK                | 1. razred         | BSK 19, Jugoslavija 16, Soko 11, Jedinstvo 7, BUSK 4, Obilić 3                                                                              |
| 1929-30  | BSK                | 1. razred         | BSK 24, Jugoslavija 18, Soko 16, Obilić 10, Jedinstvo 8, Grafičar 4, BUSK 4                                                                 |
| 1930-31  | annullato          | 1. razred         | Partecipanti: Jugoslavija, BSK, Jedinstvo, Soko, Šparta Zemun, Grafičar, Obilić                                                             |
| 1931-32  | Jugoslavija        | 1. razred         | Šparta Zemun 22, Sloga 20, Grafičar 16, Obilić 15, Jedinstvo 11, Ruski 10, BUSK 9, Vitez Zemun 9                                            |
| 1931-32  | Jugoslavija        | 1/A razred        | Jugoslavija 6, BSK 6, Soko 0 |
| 1932-33  | Šparta Zemun       | 1. razred         | Šparta Zemun 9, Obilić 8, Sloga 5, Grafičar 2. Jugoslavija, BSK e BASK ritirate.                                                            |
| 1933-34  | Sloga Belgrado     | 1. razred         | Sloga 15, Radnički 14, Grafičar 14, ZAŠK Zemun 12, Vitez Zemun 12, BUSK 10, Obilić 7. Šparta Zemun ritirato                                 |
| 1934-35  | Šparta Zemun       | 1. razred         | Šparta Zemun 32, Jedinstvo 27, Sloga 23, ZAŠK Zemun 21, Vitez Zemun 19, Slavija 16, Obilić 15, Grafičar 14, BUSK 9, Radnički 4              |
| 1935-36  | BSK                | 1. razred         | BSK 16, BASK 15, Jugoslavija 11, Sloga 7, Šparta Zemun 6, Jedinstvo 5                                                                       |
| 1936-37  | Jedinstvo Belgrado | 1. razred         | Jedinstvo 33, Šparta Zemun 26, ZAŠK Zemun 21, Radnički 15, Obilić 15, Grafičar 15, Čukarički 15, Sloga 14, BUSK 14, Vitez Zemun 12          |
| 1937-38  | Šparta Zemun       | 1. razred         | Šparta Zemun 33, Vitez Zemun 24, Obilić 23, Radnički 19, BUSK 18, Električna centrala 16, ZAŠK Zemun 15, Grafičar 15, Sloga 12, Čukarički 5 |
| 1938-39  | Čukarički          | 1. razred         | Čukarički 27, Električna centrala 21, Sloga 17, Vitez Zemun 16, Borac 16, Obilić 14, Radnički 13, Grafičar 11, BUSK 10. ZAŠK Zemun ritirato |
| 1939-40  | Mitić Belgrado     | 1. razred         | Mitić 26, Čukarički 21, Vitez Zemun 20, Električna centrala 17, Borac 14, Grafičar 12, Radnički 12, Sloga 11, Obilić 9. BUSK ritirato       |
| 1940-41  | VSK Valjevo        | 1. razred         | ??? |

## Rivalità fra BSK e Jugoslavija
Questo periodo fu segnato dalla feroce rivalità fra i due club più ambiziosi, BSK e Jugoslavija, soprannominate rispettivamente "Azzurri" e "Rossi". In quegli anni la stampa chiamava i loro incontri come Večiti derbi (it. "derby eterno"). Nella maggior parte del periodo fra le due guerre mondiali la stagione calcistica era divisa in due parti, la prima era giocata al livello delle sottofederazioni e la seconda a livello nazionale, quindi la 1. razred della BLP serviva alle due squadre per confrontarsi l'un l'altra, mentre il derby si sarebbe ripetuto nel campionato nazionale, quando trovavano nei club di Zagabria, rivali di egual valore, e questi incontri avrebbero definito il campione nazionale.

## Eredità e conseguenze
Alla fine della seconda guerra mondiale, la monarchia venne abolita ed il paese divenne la Repubblica Federale Socialista di Jugoslavia. L'intero sistema calcistico venne ristrutturato. Le sottofederazioni cessarono di esistere ed al loro posto nacquero le federazioni calcistiche delle 6 repubbliche che componevano il nuovo stato; rimase invece la federazione nazionale (FSJ). Numerosi club vennero banditi, soprattutto quelli che avevano connotazioni monarchiche o borghesi, fra i quali Jugoslavija e BSK.
Lo SK Jugoslavija fu completamente sciolto e la maggior parte delle sue proprietà e calciatori, stadio incluso, vennero consegnati al neoformato club Stella Rossa, mentre il BSK, sebbene anche lui inizialmente sciolto, finì col venire ripristinato come OFK Belgrado, un club con ambizioni medio-basse, molto minori rispetto a quelle del BSK, ed anche così il loro diritto di assumere e rivendicare la continuità fu accettato solo dopo la fine del regime socialista.
Il derby fra BSK e Jugoslavija ebbe come successore uno di uguale intensità fra i nuovi club Stella Rossa e Partizan, che dettero vita al derby eterno che esiste tutt'ora.